# Tegula gallina
Tegula gallina is een slakkensoort uit de familie van de Tegulidae. De wetenschappelijke naam van de soort is voor het eerst geldig gepubliceerd in 1850 door Forbes.